# Ołeksandr Switłyczny
Ołeksandr Switłyczny (ukr. Олександр Світличний;  ur. 23 sierpnia 1972 w Charkowie) – ukraiński gimnastyk sportowy. Dwukrotny medalista olimpijski.
Brał udział w dwóch igrzyskach olimpijskich (IO 96, IO 00), na obu zdobywał medale w drużynie - brąz w 1996 i srebro w 2000. 